# Myosite
Ne doit pas être confondu avec la Fibrodysplasie ossifiante progressive dite myosite ossifiante
Ne doit pas être confondu avec Myosine.
 Mise en garde médicale
Une myosite est une myopathie acquise et inflammatoire. C'est un groupe de maladies rares dégénératives, affectant les muscles squelettiques, et selon les formes la peau, les articulations et les poumons. 
Jusqu'en 2017, on distinguait trois grands groupes de myosites : polymyosite, dermatomyosite et myosite à inclusions. Depuis 2018, une nouvelle classification en quatre types a été proposée par l'Inserm : myosite à inclusions, dermatomyosite, myopathie nécrosante auto-immune, syndrome des anti-synthétases (les polymyosites ne constituant plus un type de myosite en tant que tel).

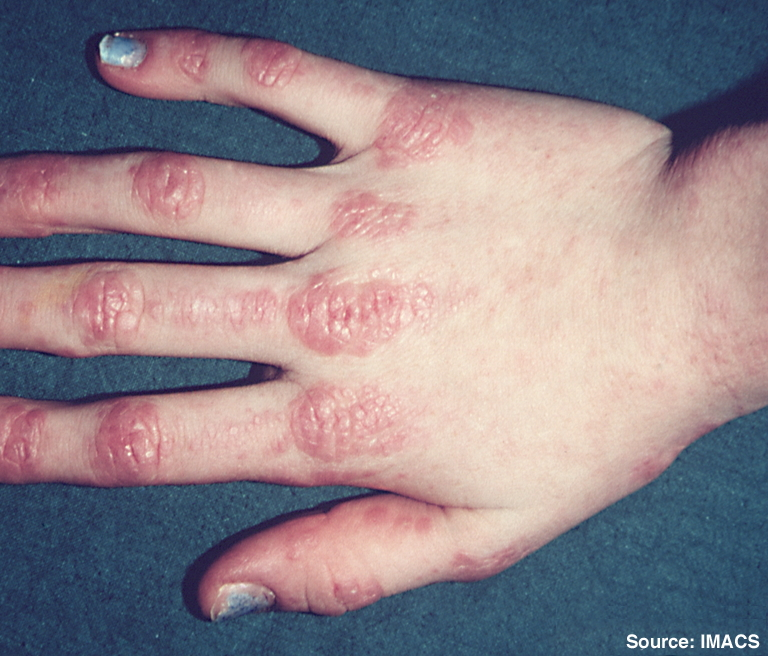
Papules de Gottron ; érythème discret papuleux sur les articulations des doigts chez un patient atteint de Polymyosite

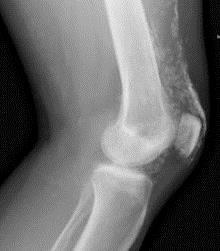
Vue aux rayons X du genou d'un patient atteint de dermatopolymyosite

## Polymyosites
L'abandon de cette ancienne classification a été proposée, en raison de l'hétérogénéité des formes rencontrées et des anticorps présents, et par conséquent des traitements à envisager.

## Myopathie nécrosante auto-immune
Elle est caractérisée par une dégénération uniquement musculaire. Il s'agit de la forme la plus invalidante des myopathies. Elle est liée à la présence de deux anticorps spécifiques anti-SRP ou anti-HMGCR, cibles du traitement.
Les anticorps anti-HMGCR peuvent apparaître après la prise de statines (inhibiteurs de la 3-hydroxy-3-méthylglutaryl-coenzyme A réductase), sous forme médicamenteuse ou sans exposition identifiée. Le caractère inflammatoire peut être absent.

Exceptionnellement une piqûre d'insecte semble pouvoir causer une myosite musculaire.

## Syndrome des anti-synthétases
L'atteinte musculaire est associée à une arthrite (se manifestant par un rhumatisme), et à une pneumonie interstitielle, se traduisant pas un essoufflement quelquefois très prononcé. Les anticorps anti-Jo1, anti-PL7 ou anti-PL12 pourraient en être responsables. Parmi les symptômes, l'arthralgie, le phénomène de Raynaud, l'éruption héliotrope, la dysmotilité distale de l'œsophage et les mains de mécanicien lui sont quelquefois associés.

## Dermatomyosite